# レギンス

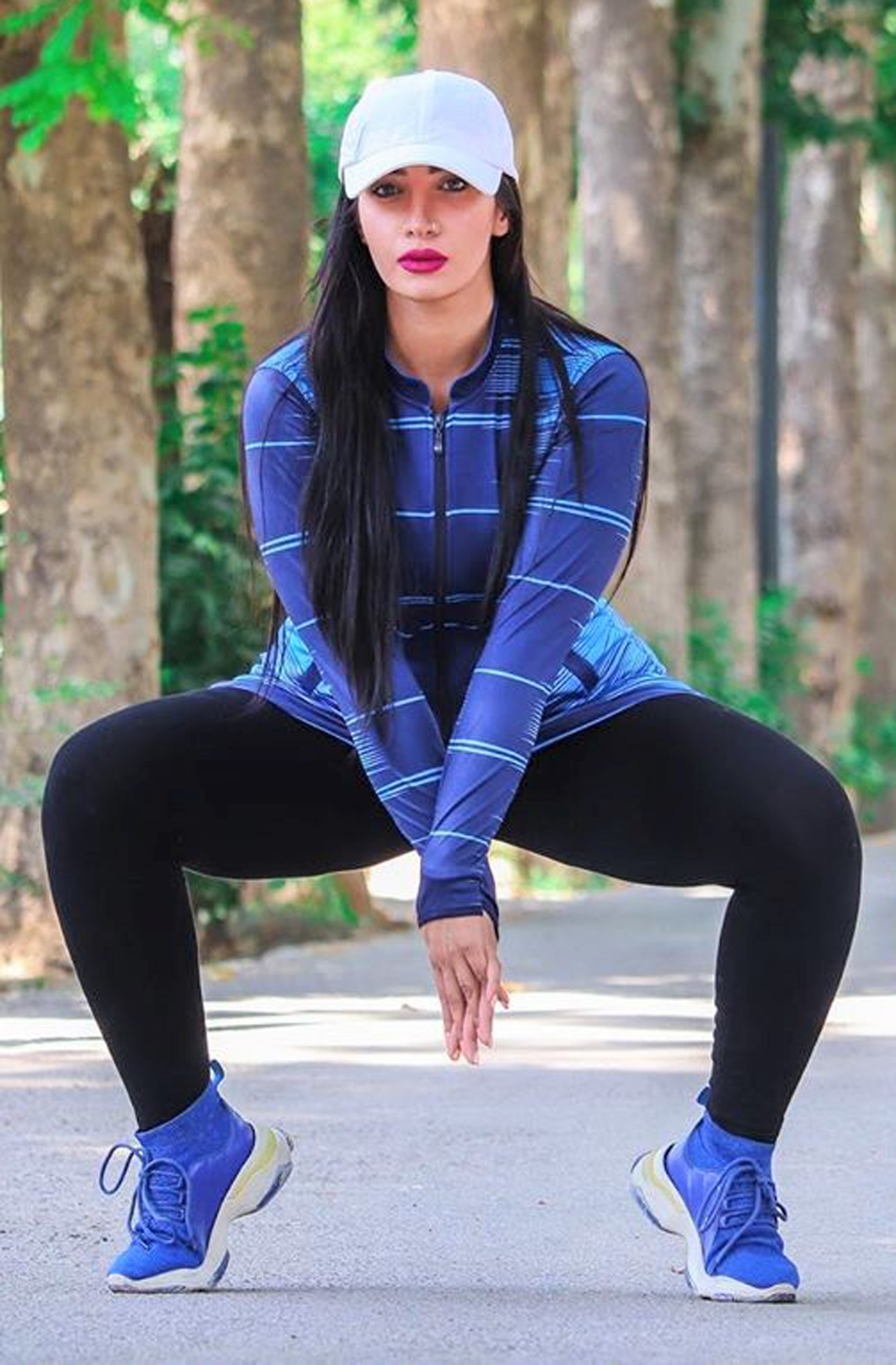
レギンスの例

レギンス（英語: leggings）は、ボトムスの一種である。レギンズ、レギング、レギングス、スパッツなどともいう。

## 概要
タイツ・ストッキングと同じような素材で作ったものが多い。形状や役割は股引（ももひき）に近い。
このため、正装に用いられることはなく、あくまでカジュアルとして活用されることが多い。西洋型の脚絆であるともいえる。
野球などのユニフォームに使うアンダーソックスのようなそこの抜けた形になり、共布あるいは紐で土踏まずの部分に引っ掛けて留めるようになっているものはトレンカと呼ばれ区別される。
現在は、女性のファッションとしてその言葉が広く使われているが、本来は乳幼児が用いる裾口にゴムひもを付けて足裏にかけるニット製のズボン風の衣類の名前である。
また、踝や膝上くらいまでの軍隊用革ゲートルや、これに似たデザインのジャージー製フットウェアもこうよばれる。
類似語にフィゾーやスキーパンツがある。

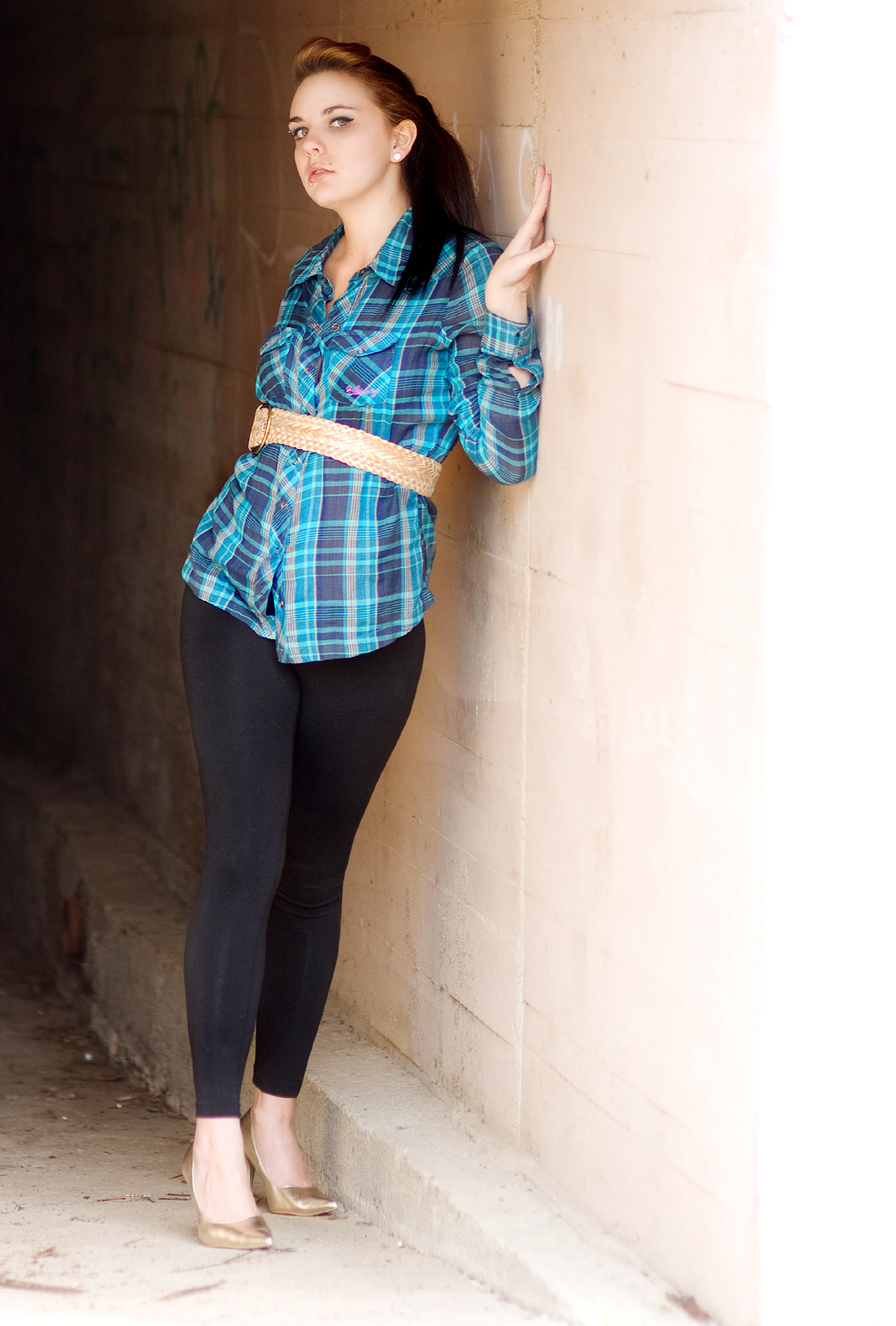
9分丈（足首手前まで）
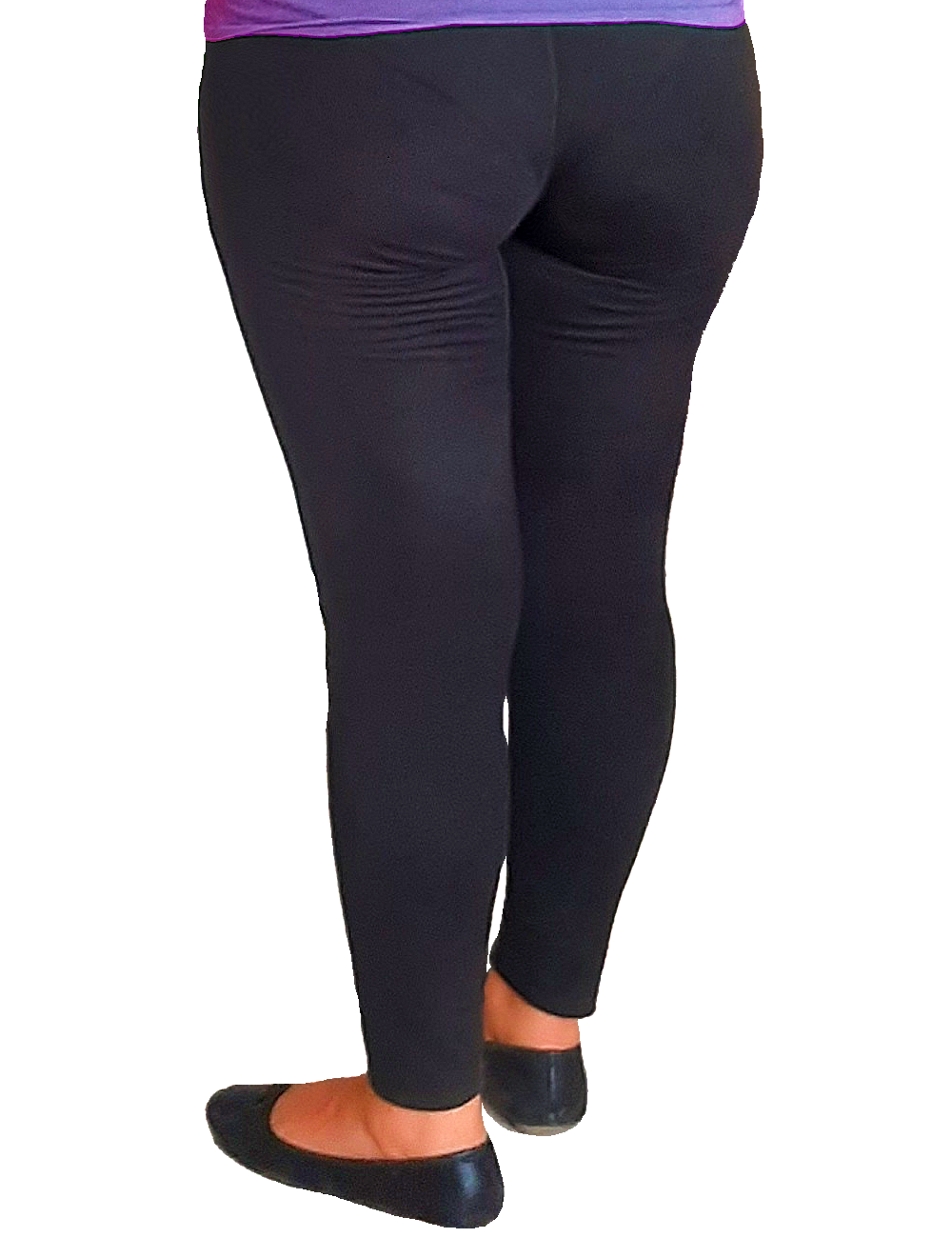
9分丈（背面図）
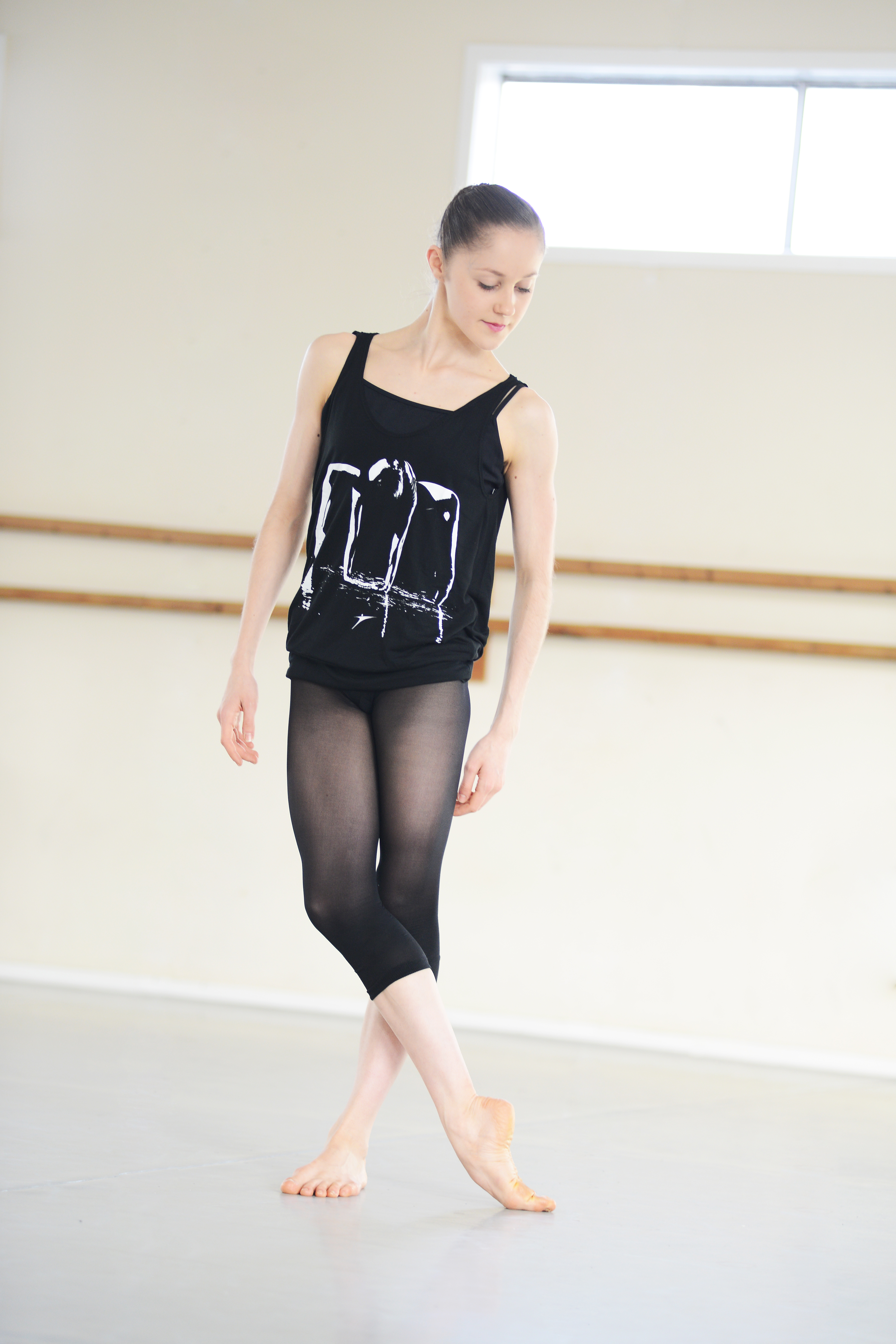
7分丈（膝下まで）
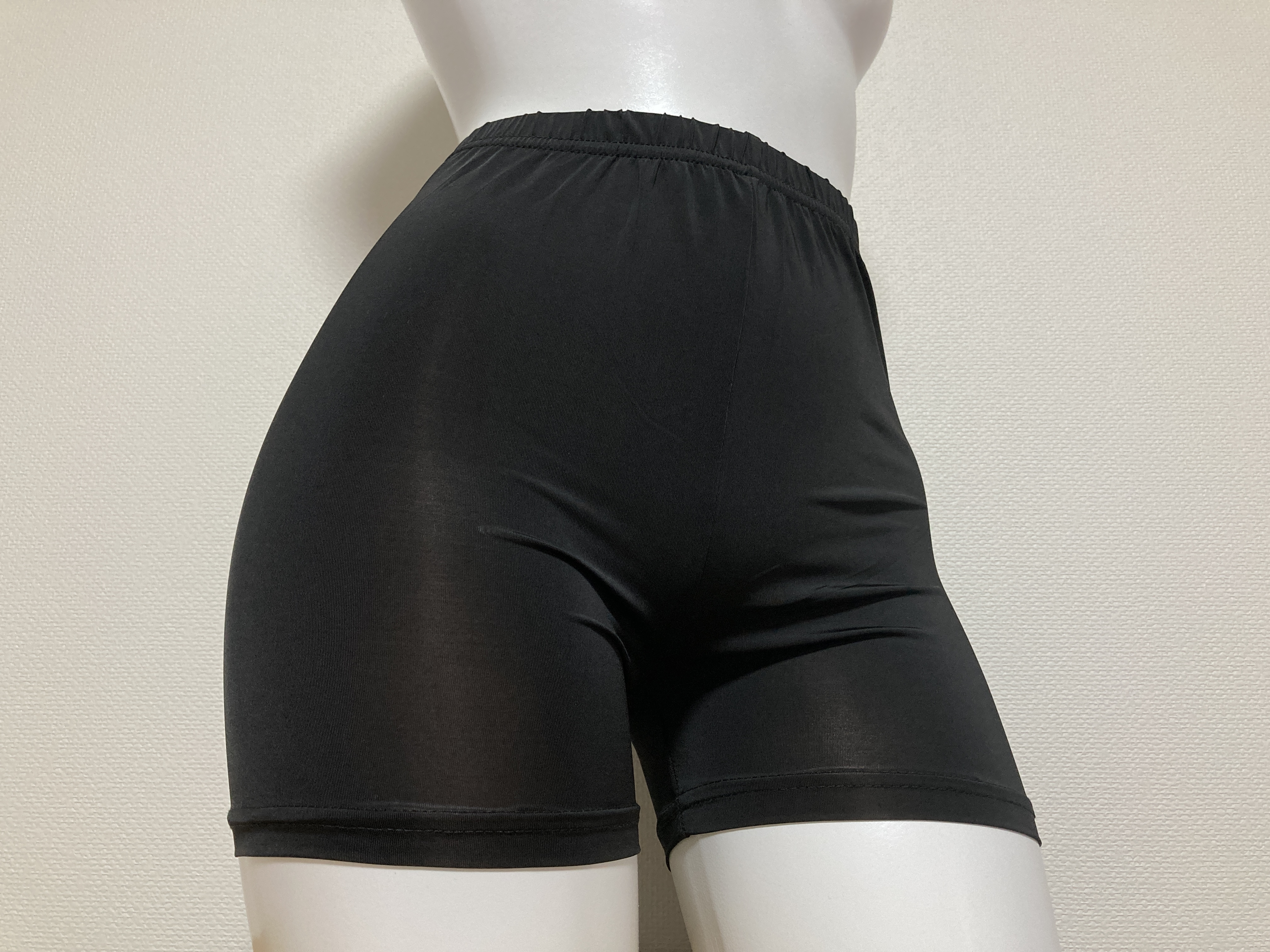
1分丈（股下まで）

## 日本におけるレギンス
カジュアルなレギンスは女性向けの衣類であるが、2008年ごろからは、コレクションにてコム・デ・ギャルソンなどのブランドからメンズスカートなどと共に男性用の衣料として発表されている。登山やサイクリングなどのアウトドアやサッカーやバスケットボールなどのスポーツで、ハーフパンツの下に10分丈のレギンスまたはスパッツを組み合わせるスタイルもある。
メリット、デメリットはタイツとほぼ同様だが、足首より下の部分に限って言えば、夏場の炎天下でも蒸れにくい。